# Halonympha asiatica
Halonympha asiatica is een tweekleppigensoort uit de familie van de Halonymphidae. De wetenschappelijke naam van de soort is voor het eerst geldig gepubliceerd in 1993 door Hayami & Kase.